# Pelmatellus cyanescens
Pelmatellus cyanescens är en skalbaggsart som beskrevs av Bates. Pelmatellus cyanescens ingår i släktet Pelmatellus och familjen jordlöpare. Inga underarter finns listade i Catalogue of Life.